# Claus Spahn

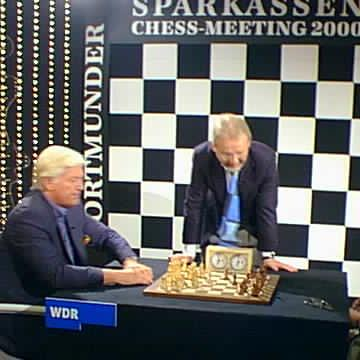
Claus Spahn a Helmut Pfleger, Dortmundské šachové dny 2000

Claus Spahn (* 15. května 1940 Bottrop), byl německý redaktor, činný nejdříve ve WDR, později moderátor, producent a autor. V roce 2001 byl vyznamenán německým křížem za zásluhy.

## Životní dráha
Claus Spahn studoval v Kolíně nad Rýnem divadelnictví, germanistiku, filozofii a historii umění. Za dizertační práci s námětem Historie divadelnictví v Porúří do roku 1933 byl mu přiznán titul doktora filológie. Od roku 1969 do roku 2005 vykonával redaktorskou práci ve WDR a vyprodukoval četné seriály, portréty a dokumentaci v kulturní politice.

Velké uznáni a vynikající jméno si vydobyl na mezinárodním poli za šachové programy. Od roku 1983 do roku 2005 moderoval živě vysílání Šachy velmistrů (Schach der Großmeister). O pohár WDR hráli i Garri Kasparov, Anatolij Karpov, Višvanáthan Ánand a Vladimir Kramnik. Jeho iniciativě a jeho angažovanosti vděčí i Dortmunske šachové turnaje za patřičnou publicitu a známost.

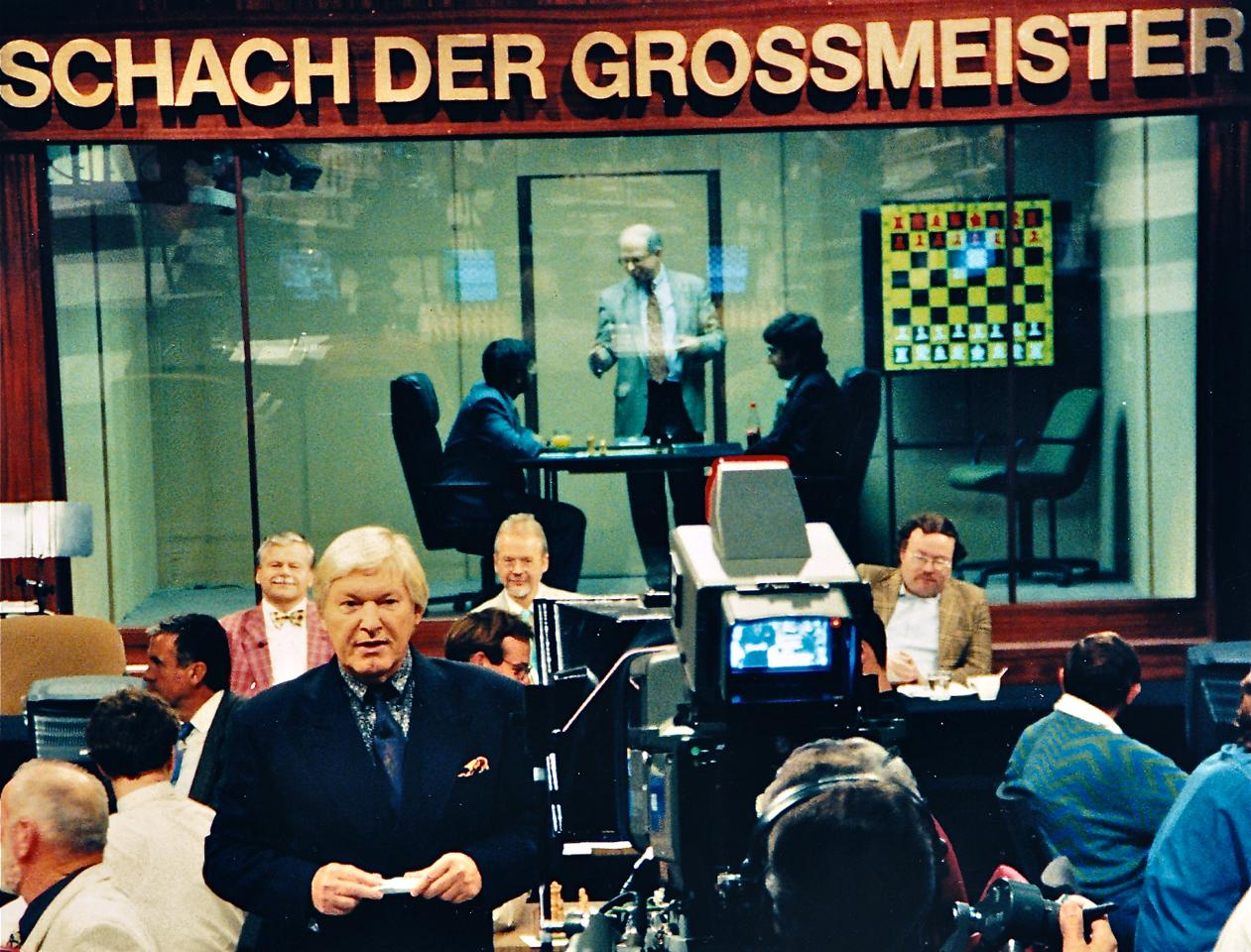
Claus Spahn moderuje v roce 1996 partii V. Ánand versus V. Kramnik. Foto WDR

## Seriály a filmy
Claus Spahn napsal a vyprodukoval mezi jinými seriál Keine Angst vorm Fliegen (Žádný strach před létáním), Der Elternführerschein (Rodičovský průkaz); velice populární byla jeho série Wenn die Liebe hinfällt (Když padne láska), Spahn a Lida Winiewicz. Jeho dílo Niemand soll der Nächste sein (Nikdo nebude příští) mu vyneslo uznáni za angažovanost v boji proti rakovině od německého ministerstva zdravotnictví. Další seriál k ochraně osobních dat Computer können nicht vergessen (Počítače nezapomínají) bylo odměněno cenou německého průmyslového svazu. Jeho prvotina Žádný strach před létáním dala podnět k seminářům po celé spolkové republice (Co-autor:Rainer Pieritz). Další díla autora, režiséra, moderátora Claus Spahn jsou např. portrét Carl Djerassi - Sběratel umění a otec pilulky, nebo řada Význačné portréty Otto Erich Deutsch - Deutschverzeichnis.

## Vyznamenání
Rok 1992 Ehrenteller des Deutschen Schachbundes (Čestný talíř německého šachového svazu). Dvakrát byl vyznamenán od téhož svazu jako nejlepší žurnalista roku (1983/2001). Následovalo uznáni od Evropske šachové unie v roce 2002 byl vyznamenán cenou Gold Merit Award  (Zlatou plaketu Čestný velmistrovsky titul FIDE).
Nejvyšší oceněni - v roce 2001 - Za dlouholetou vynikající žurnalistickou a redakční činnost mu Prezident Německa Johannes Rau udělil státní vyznamenání Kříž za zásluhy.